# Тамара Прес
Тамара Натановна Прес (рус. Тамара Натановна Пресс, укр. Тамара Натанівна Пресс; Харков, 10. мај 1937 — Москва, 26. април 2021) била је совјетска атлетичарка која је доминирала бацањем кугле и диска раних 1960-их. Освојила је три златне и једну сребрну медаљу на Олимпијским играма 1960. и 1964. и три европске титуле 1958—1962. Између 1959. и 1965. године постигла је једанаест светских рекорда: пет у бацању кугле и шест у бацању диска. Освојила је шеснаест државних титула, од којих је девет било у бацању кугле (1958—66) и седам у бацању диска (1960—66).
Њена млађа сестра Ирина Прес такође је била истакнута атлетичарка, али углавном у спринтерским дисциплинама.

## Каријера
Прес је рођена у Харкову, Совјетском Савезу. Отац јој је погинуо борећи се у Другом светском рату 1942, након чега са мајком и сестром одлази у Самарканд, где су почеле да тренирају атлетику. Године 1955. Прес се преселила у Лењинград како би је тренирао тренер Виктор Алексејев. Следеће године је ушла у ужи избор за олимпијски тим, али због јаке конкуренције није прошла.

## Награде
| Година | Такмичење                                        | Седиште                  | Медаља | Резултат | Напомена          |
| ------ | ------------------------------------------------ | ------------------------ | ------ | -------- | ----------------- |
| 1958   | Европско првенство у атлетици на отвореном 1958  | Стокхолм, Шведска        | Бронза | 15,53 m  |                   |
| 1958   | Европско првенство у атлетици на отвореном 1958  | Стокхолм, Шведска        | Злато  | 53,32 m  |                   |
| 1960   | Летње олимпијске игре 1960.                      | Рим, Италија             | Злато  | 17,32 m  | Олимпијски рекорд |
| 1960   | Летње олимпијске игре 1960.                      | Рим, Италија             | Сребро | 52,59 m  |                   |
| 1961   | Летња универзијада 1961                          | Софија, НР Бугарска      | Злато  | 17,12 m  | Рекорд првенства  |
| 1961   | Летња универзијада 1961                          | Софија, НР Бугарска      | Злато  | 58,06 m  | Рекорд првенства  |
| 1962   | Европско првенство у атлетици на отвореном 1962. | Београд, ФНР Југославија | Злато  | 18,55 m  | Рекорд првенства  |
| 1962   | Европско првенство у атлетици на отвореном 1962. | Београд, ФНР Југославија | Злато  | 56,91 m  | Рекорд првенства  |
| 1963   | Летња универзијада 1963.                         | Порто Алегре, Бразил     | Злато  | 17,29 m  | Рекорд првенства  |
| 1963   | Летња универзијада 1963.                         | Порто Алегре, Бразил     | Злато  | 55,90 m  |                   |
| 1964   | Летње олимпијске игре 1964.                      | Токио, Јапан             | Злато  | 18,14 m  | Олимпијски рекорд |
| 1964   | Летње олимпијске игре 1964.                      | Токио, Јапан             | Злато  | 57,27 m  | Олимпијски рекорд |
| 1965   | Летња универзијада 1965.                         | Будимпешта, НР Мађарска  | Злато  | 18,31 m  | Рекорд првенства  |
| 1965   | Летња универзијада 1965.                         | Будимпешта, НР Мађарска  | Бронза | 53,62 m  |                   |

## Гласине о пензионисању и роду
Обе сестре су оптуживане да су мушкарци или интерсексуалне, и због тога се понекад називају „Браћа за штампу”. Пензионисале су се 1966. године, пре него што је провера пола у спорту постала обавезна. У пензији је радила као тренер атлетике и службеник у Москви. Написала је и неколико књига о спортским, социјалним и економским темама. Године 1974. одбранила је докторат из педагогије. Награђена је орденом Лењина (1960), орденом части (1964) и орденом пријатељства (1997).
- Тамара Прес 1960.
- Орден Лењина
- Орден части
- Орден пријатељства
- Тамара Прес 1960.
- Тамара и Ирина Прес 1964. године